# Laudis canticum

Wappen von Papst Paul VI.

Mit der apostolischen Konstitution Laudis canticum  („das Loblied“) von Papst Paul VI. vom 1. November 1970 wurde die Liturgie des Stundengebetes des römischen Ritus in Übereinstimmung mit den Bestimmungen des Zweiten vatikanischen Konzils promulgiert.

## Das kirchliche Stundengebet
Bereits mit der Konstitution des Zweiten Vatikanischen Konzils Sacrosanctum Concilium über die heilige Liturgie werden auch die Laien ausdrücklich eingeladen, je nach ihren Lebensumständen am Stundengebet der Kirche teilzuhaben:

„Das Stundengebet ist nach alter christlicher Überlieferung so aufgebaut, daß der gesamte Ablauf des Tages und der Nacht durch Gotteslob geweiht wird. Wenn nun die Priester und andere kraft kirchlicher Ordnung Beauftragte oder die Christgläubigen, die zusammen mit dem Priester in einer approbierten Form beten, diesen wunderbaren Lobgesang recht vollziehen, dann ist dies wahrhaft die Stimme der Braut, die zum Bräutigam spricht, ja es ist das Gebet, das Christus vereint mit seinem Leibe an seinen Vater richtet. Alle, die das vollbringen, erfüllen eine der Kirche obliegende Pflicht und haben zugleich Anteil an der höchsten Ehre der Braut Christi; denn indem sie Gott das Lob darbringen, stehen sie im Namen der Mutter Kirche vor dem Throne Gottes. (Nr. 84–85)“

Laudis canticum führt dazu vertiefend aus, dass das in seinem mystischen Leib vollendete Leben Christi zugleich auch das Leben jedes einzelnen Gläubigen erhebe, weshalb es keinen Gegensatz zwischen dem Gebet der Kirche und dem persönlichen Gebet des Einzelnen geben dürfe. Vielmehr gelte es, die Verbindung zwischen beidem zu stärken. Daher seien Singweisen sowie Formen der Feier des Stundengebets zu wählen, „die der geistlichen Lage der Beter mehr entsprechen“.

„Denn das ganze Leben der Gläubigen ist zu allen Stunden des Tages und der Nacht gleichsam eine Leitourgia, ein öffentlicher Dienst, in dem sie sich Gott und den Menschen hingeben und sich so in das Tun Christi einschließen, der durch sein Leben und seine Hingabe das Leben aller Menschen geheiligt hat. Diese tiefe Wahrheit, die dem christlichen Leben zugrunde liegt, bringt das Stundengebet deutlich zum Ausdruck und bestätigt sie wirksam. Deshalb wird das Stundengebet allen Christgläubigen angeboten, auch denen, die es nicht pflichtgemäß verrichten müssen.“

Das römische Stundenbuch erschien ab 1971 in vier Bänden und betont den gesamtkirchlichen Charakter des Stundengebets. Laudis canticum erläutert und vertieft im Hinblick auf das Erscheinen des Stundenbuches einige Gedanken zur Neuordnung der liturgischen Texte, vor allem des Psalters.